# Perutina
Perutina (em cirílico: Перутина) é uma vila da Sérvia localizada no município de Doljevac, pertencente ao distrito de Nišava. A sua população era de 150 habitantes segundo o censo de 2011.

## Demografia
| 1948 | 1953 | 1961 | 1971 | 1981 | 1991 | 2002 | 2011 |
| ---- | ---- | ---- | ---- | ---- | ---- | ---- | ---- |
| 476  | 489  | 449  | 338  | 302  | 258  | 204  | 150  |